# تريستان سولارتي
تريستان سولارتي (بالإسبانية: Guillermo Sánchez Borbón)‏‏ (1 يونيو 1924 - 24 فبراير 2019 في مدينة بنما) كاتب، وصحفي من بنما.